# Théâtre du Tourtour
Le théâtre du Tourtour était une salle de spectacle située 20, rue Quincampoix dans le 4e arrondissement de Paris, ayant fermé en 2000.
Construite dans une cave voûtée en pierre de taille, la salle contenait une centaine de places. Elle fait aujourd'hui partie d'un club de sport.

## Histoire
Le théâtre du Tourtour a accueilli des spectacles entre 1981 et 2000.
Son histoire s'inscrit dans le développement des petites salles de spectacle sur Paris, issues des cafés-théâtres, mais tournées vers le théâtre et la chanson.
Dirigé à partir de 1985 par Jean Favre, le théâtre du Tourtour a accueilli des spectacles d'artistes célèbres, comme Georges Vitaly, Michael Lonsdale, Marie-Pierre Casey, Daniel Gélin ou Pierre Clémenti. Il a aussi contribué à l'émergence de nombreux talents, en particulier Weepers Circus et Mano Solo, ce dernier y ayant enregistré Internationale Sha la la.
Le théâtre du Tourtour a également été le lieu de naissance de l'Atelier théâtre du Tourtour, cours de théâtre créé en 1986 par Claudine Gabay. L'Atelier a poursuivi son activité après la fermeture du théâtre du Tourtour : il est aujourd'hui implanté au théâtre de l'Île Saint-Louis.

## Programmation théâtrale
- 1982 : Le mal court de Jacques Audiberti, mise en scène Georges Vitaly
- 1983 : La Crosse en l'air de Jacques Prévert, mise en scène Michel Boy
- 1984 : Mon Cœur est dans les Highlands de William Saroyan, mise en scène Jean-Claude Arnaud
- 1985 : Haut comme la table de Pierre-Olivier Scotto, mise en scène Martine Feldmann
- 1986 : Vie et mort de Pierre-Paolo Pasolini de Michel Azama, mise en scène Jean Menaud
- 1986 : Le Petit Prince d'après Antoine de Saint-Exupéry, mise en scène Jacques Ardouin
- 1986 : Agatha de Marguerite Duras, mise en scène Michael Lonsdale
- 1987 : Le Préjugé vaincu de Marivaux, mise en scène Éric Sadin
- 1987 : Peintre sur soi de Marie-Pierre Casey
- 1987 : Nous, Théo et Vincent Van Gogh de Jean Menaud, mise en scène Jean Menaud
- 1988 : La Voix humaine de Jean Cocteau, mise en scène Jean Périmony
- 1989 : Pour finir encore de Samuel Beckett, mise en scène François Lazaro
- 1990 : Le Silence de la mer de Vercors, mise en scène Jean Périmony
- 1990 : Le legs de Marivaux, mise en scène Sophie Vassalli
- 1991 : La Marelle, d'Israël Horovitz, mise en scène Delphine lanson
- 1991 : Voyelles d'après Léo Ferré et Arthur Rimbaud, mise en scène Thomas Le Douarec
- 1992 : Chronique d'une mort retardée de Pierre Clémenti, mise en scène Pierre Clémenti
- 1992 : Les Rendez-Vous, de Marc Goldberg, mis en scène par Fabrice de La Patellière et Alexandre de La Patellière
- 1993 : Les Petites Femmes de Maupassant de Roger Défossez, mise en scène Daniel Gélin Le Cocu magnifique de Fernand Crommelynck, mise en scène Fabrice de La Patellière
- 1994 Le nez de Gogol de Jean-Pierre Sgiaravello
- 1994 :Thérèse de Lisieux de Jean Favre, mise en scène Marja-Leena Junker
- 1995 : Lillian de William Luce, mise en scène Marcel Cuvelier
- 1997 : Tchekhov aux éclats d'après Anton Tchekhov, mise en scène Julien Sibre
- 1998 : On a retrouvé papa de Pascal Lainé, mise en scène Roland Timsit
- 1998 : Les bonnes de Jean Genet, mise en scène Olivier Bunel
- 1999 : À la colonie pénitentiaire d'après Franz Kafka, mise en scène Yves Kerboul
- 1999 : Demain on se marie d'après Tchekhov et Feydeau, mise en scène Olivier Bunel
- 1999 : Quidam d'Emmanuel Érida, mise en scène Emmanuel Érida